# Kamel Ben Naceur
Pour les articles homonymes, voir Naceur et Bennaceur.
Kamel Ben Naceur ou Kamel Bennaceur (arabe : كمال بالناصر), né le 22 janvier 1956 à Gafsa, est un homme politique tunisien.

## Biographie
Fils de Mohamed Ben Naceur, militant syndical et pour l'indépendance ainsi qu'avocat d'opposants à Habib Bourguiba, Kamel Ben Naceur effectue ses études secondaires au lycée Carnot de Tunis entre 1966 et 1973. Il poursuit ensuite son cursus en classe préparatoire aux grandes écoles au lycée Louis-le-Grand de Paris. En 1975, il est reçu en tant qu'élève étranger à l'École polytechnique, et à l'École normale supérieure. Au lieu de ne garder qu'une seule école à son cursus, il choisit de suivre les cours dans les deux écoles et devient l'un des seuls au monde à avoir fait cela. Il obtient son agrégation de mathématiques en 1977, son diplôme de Polytechnique en 1978 et de l'École normale supérieure en 1979.
Il devient ingénieur de recherche à l'École des mines de Paris de 1979 à 1980. En 1981, il devient chef de projet au centre de recherche de Schlumberger à Saint-Étienne, chargé de développer des nouvelles technologies. En 1985, il est désigné directeur de programme de recherche et développement de Schlumberger aux États-Unis. En 1990, il est nommé à Alger en tant que directeur régional marketing et technologies pour Schlumberger en Afrique du Nord puis est chargé, en 1993, de la direction régionale du même secteur en Amérique latine, à Caracas, et enfin au Moyen-Orient et en Afrique du Nord, à Dubaï en 1997, puis au Caire,. Toujours à Schlumberger, il devient directeur mondial de la technologie en 1999 à Houston. En 2001, il est responsable à Londres du développement de nouvelles activités dans le stockage du dioxyde de carbone, avant d'être nommé à Moscou comme vice-président chargé de développer le marché russe.
En 2007, il est détaché auprès de l'Agence internationale de l'énergie comme expert international pour le développement de scénarios énergétiques mondiaux durables à long terme,. De 2009 à 2011, il est chef économiste à Schlumberger Paris puis, de 2012 à 2013, président du centre de technologie de ce groupe à Rio de Janeiro.
Par ailleurs, Ben Naceur est un ancien membre du conseil des directeurs mondiaux de la Société des ingénieurs du pétrole (en) et le vice-président de l'Institut des hautes études scientifiques de Paris. Il est également co-auteur de 120 publications et de 13 livres, parmi lesquels Global Energy Assessment (2012), Resources to Reserves (2013) et Future Energy (2014),.
Le 29 janvier 2014, il devient ministre de l'Industrie, de l'Énergie et des Mines dans le gouvernement Jomaa. Il y défend la suppression progressive des subventions énergétiques.
Le 14 septembre 2015, il devient directeur des politiques et technologies d'énergie durable à l'Agence internationale de l'énergie.
En juillet 2017, il devient le chief economist de l'Abu Dhabi National Oil Company.
En avril 2020, il est élu à la tête de la Société des ingénieurs du pétrole (en) pour une période de trois ans (2021-2023).
En octobre 2021, il devient le président de la société DAMORPHE.

## Prix et reconnaissances
Ses décisions et actions en tant que ministre, économiste en chef à l'Abu Dhabi National Oil Company et directeur général de Nomadia Energy Consulting convainquent la Société des ingénieurs du pétrole (en) et l'American Institute of Mining, Metallurgical, and Petroleum Engineers (en) de lui décerner, en octobre 2019, la Charles F. Rand Memorial Gold Medal.

## Vie privée
Kamel Ben Naceur est marié à Najoua Khouaja et père de trois enfants : Anis (cofondateur de l'application Mixer), Mohamed Khalil et Walid Aymen,.
Parmi ses frères et sœurs, il y a un professeur universitaire physicien, une magistrate de la Cour des comptes de Tunisie, une pharmacienne, une nutritionniste également artiste peintre, ainsi que des ingénieurs et des hommes d'affaires. Son oncle, Mahmoud Ben Naceur, est un docteur, pionnier dans la cardiologie en Tunisie, et a été maire de Gafsa où une rue porte son nom.